# امتياز أحمد
امتياز أحمد (1953 - ) هو لاعب كريكت هندي. لعب مع Jammu and Kashmir cricket team ‏.